# Grapsus tenuicrustatus
Grapsus tenuicrustatus is een krabbensoort uit de familie van de Grapsidae. De wetenschappelijke naam van de soort is voor het eerst geldig gepubliceerd in 1783 door Herbst.